# رعنا افندی
رعنا افندی (ترکی آذربایجانی: Rəna Əffəndi؛ زادهٔ ۲۶ آوریل ۱۹۷۷ در باکو) عکاس آزاد، و نویسندهٔ اهل جمهوری آذربایجان است. وی در دانشگاه زبان آذربایجان تحصیل کرد و عکاسی را از ۲۰۰۱ میلادی آغاز کرد اما از ۲۰۰۵ میلادی یک عکاس تمام‌وقت شد.
افندی آثاری در زمینهٔ فاجعه هسته‌ای سال ۱۹۸۶، مردمان تراجنسیتی در استانبول، زندگی روستایی در خینالیق، جنگ روسیه و گرجستان و زندگی جوانان در تهران، روسیه، قاهره و افغانستان خلق کرده‌است.
آثار او در اینترنشنال نیویورک تایمز، نیوزویک، فایننشال تایمز، تایم، نشنال جئوگرافیک، ماری کلر، لو موند و وگ منتشر شده‌است.
افندی برندهٔ جایزه یادبود ماریو جاکوملی و جایزه تحریریه گتی ایمجز شده‌است.
در سال ۲۰۰۸، مجله نشنال جیوگرافیک جایزه عکاسی All Roads را به او اهدا کرد، در سال ۲۰۰۹ جایزه عکاس جوان قفقاز را دریافت کرد، و در سال ۲۰۱۱ جایزه جایزه پرنس کلاوس را به دست آورد.